# Philentoma pyrhoptera
Philentoma pyrhoptera е вид птица от семейство Tephrodornithidae.

## Разпространение
Видът е разпространен в Бруней, Виетнам, Индонезия, Малайзия, Мианмар и Тайланд.